# Mayer Hawthorne
Andrew Mayer Cohen (Ann Arbor, Michigan, 2 februari 1979), beter bekend als Mayer Hawthorne, is een Amerikaans muzikant van Joodse komaf. Hij is producer, zanger en songwriter in het soulgenre. Zijn artiestennaam is een combinatie van zijn middelste naam (Mayer) en de straat waar hij opgroeide in Ann Arbor, Hawthorne Road. Mayer Hawthorne werkt vanuit Los Angeles in Californië.
Hawthorne speelde eerst in andere bands als instrumentalist voordat hij op de voorgrond trad; ook was hij hiphop-dj die nagespeelde Motown-beats draaide om geen auteursrechten te hoeven betalen. In 2009 kwam zijn debuutalbum uit bij het label Stones Throw Records. A Strange Arrangement kreeg lovende recensies. 
Naast zijn solocarrière maakt Hawthorne ook deel uit van Jaded Incorporated en vormt hij met producer Jake One het duo Tuxedo. Tuxedo maakt  synthesizerfunk in de stijl van de jaren 80; in 2019 verscheen het derde album.

## Discografie

### Albums
| Album met eventuele hitnotering(en) in de Nederlandse Album Top 100 | Datum van verschijnen | Datum van binnenkomst | Hoogste positie | Aantal weken | Opmerkingen    |
| ------------------------------------------------------------------- | --------------------- | --------------------- | --------------- | ------------ | -------------- |
| A strange arrangement                                               | 08-09-2009            | -                     |                 |              |                |
| Just ain't gonna work out                                           | 2011                  | -                     |                 |              | met The County |
| How do you do                                                       | 07-10-2011            | 15-10-2011            | 70              | 2            |                |
| Where does this door go                                             | 12-07-2013            | -                     |                 |              |                |
| Man about town                                                      | 2016                  | -                     |                 |              |                |

### Singles
| Single met hitnotering(en) in de Vlaamse Ultratop 50 | Datum van verschijnen | Datum van binnenkomst | Hoogste positie | Aantal weken | Opmerkingen |
| ---------------------------------------------------- | --------------------- | --------------------- | --------------- | ------------ | ----------- |
| The walk                                             | 07-11-2011            | 19-11-2011            | tip21           | -            |             |
| Dreaming                                             | 26-03-2012            | 14-04-2012            | tip32           | -            |             |
| Henny & Gingerale                                    | 2012                  | 11-08-2012            | tip35           | -            |             |
| Her favorite song                                    | 2013                  | 20-07-2013            | tip91*          |              |             |

- Bibliothèque nationale de France: cb16229240q (data)
- Gemeinsame Normdatei: 1019775858
- International Standard Name Identifier: 0000 0000 8170 6005
- Library of Congress Control Number: no2009172102
- MusicBrainz: 029fbb43-ea37-47a0-8c68-803d69abfa5e
- Système universitaire de documentation: 163966095
- Virtual International Authority File: 101567439
- WorldCat: E39PBJvd6w3K7XtXYXvJJVCxXd